# Cagliari (província)
A província de Cagliari, ou, nas suas formas portuguesas, Cálhari, Cálari ou Cálher, foi uma província italiana da região de Sardenha com cerca de 749 393 habitantes, densidade de 108 hab/km². Estava dividida em 71 comunas, sendo a capital Cagliari.
Fez fronteira a norte com a província de Oristano e a Nuoro, a este com o Mar Tirreno, a sul com o Mar Mediterrâneo e a oeste com a província do Medio Campidano e a província de Carbonia-Iglesias.
Pela lei regional n. 2 de 4 de fevereiro de 2016, a província foi substituída por outras duas províncias, Cagliari e outras 16 comunas criaram a cidade metropolitana de Cagliari, as restantes 54 comunas e mais as comunas das províncias de Medio Campidano e Carbonia-Iglesias criaram a província de Sardenha do Sul..